# 古屋毅彦
古屋 毅彦（ふるや たけひこ、1973年〈昭和48年〉8月17日 - ）は、日本の実業家。第9代松屋 (百貨店)代表取締役社長。

## 来歴・人物
松屋 (百貨店)の創業家出身で社長を務めた古屋勝彦の長男として、東京都に生まれる。松濤幼稚園から学習院幼稚園に転じ、学習院初等科、学習院中等科、学習院高等科を経て、学習院大学法学部政治学科を卒業。
大学卒業後、同年4月に旧・東京三菱銀行（現在の三菱UFJ銀行）に入行。2001年に松屋入社。
2008年に米国のコロンビア大学公共政策大学院（SIPA）において国際関係学修士号を取得し、11年取締役執行役員、15年常務、19年専務を経て、2023年3月付で松屋9代目社長に就任。

## 親族
- 祖父・古屋祐次郎（1911年 - ）：3代目古屋徳兵衛。松屋呉服店社長を務めた古屋惣八の二男にして、同じく社長を務めた古屋藤八（2代目古屋徳兵衛）の養子。司法省入省後、37年に判事となる。38年松屋呉服店社長となり、48年松屋社長。同会長・相談役となり、1992年に死去。
- 祖母・千枝子：花山院親家（侯爵、貴族院議員）の娘。
- 父・古屋勝彦（1937年 - ）：三菱銀行を経て松屋入社。松屋名誉会長。
- 母・恵子：秋田博正（正興産業社長、西日本旅客鉄道取締役）の長女。
- 叔父・古屋静雄：三菱商事プラスチック社長。妻の洋子は三菱銀行相談役や吉田内閣経済最高顧問などを務めた加藤武男の孫。
- 叔父・古屋直樹：GM企業取締役。妻の祐子は衆議院議員で通商産業大臣を務めた富士急行会長の堀内光雄の娘で、富士急行社長堀内光一郎の姉[4]。
- 母方伯父・秋田正紀（1958年 - ）：東京大学経済学部を経て阪急電鉄入社。91年松屋入社。松屋会長[5]。
- 父方伯母・祐子：岡本和也（東京三菱銀行副頭取）の妻。

## 経歴
- 1996年3月　学習院大学法学部政治学科卒業
- 1996年4月　株式会社東京三菱銀行（現三菱UFJ銀行）入社
- 2001年7月　株式会社松屋入社
- 2011年5月　同取締役執行役員、構造改革推進委員会事務局長、本店婦人一部長
- 2013年3月　同取締役執行役員本店長
- 2014年11月　同取締役執行役員営業副本部長、本店長
- 2015年5月　同取締役常務執行役員営業本部長、本店長
- 2016年3月　同取締役常務執行役員グループ政策部・事業戦略室担当
- 2018年3月　同取締役常務執行役員、グループ政策部・事業戦略室・経理部担当
- 2019年5月　同取締役専務執行役員、グループ政策部・事業戦略室・経理部担当
- 2019年9月　同取締役専務執行役員、グループ政策部・事業戦略部・経理部担当
- 2021年3月　同代表取締役専務執行役員、経営企画室長、経理部管掌、環境マネジメント部担当
- 2022年3月　同代表取締役専務執行役員、社長補佐、経営企画室長、経理部管掌、環境マネジメント部担当
- 2023年3月　代表取締役社長

## テレビ番組
- 日経スペシャル カンブリア宮殿 銀座・浅草の顔！？「松屋」 逆風下のサバイバル術（2024年2月29日、テレビ東京）[6]。